# Georg Hincha
Georg Hincha (geboren 30. August 1930 in Groß Schiemanen, Landkreis Ortelsburg; gestorben 25. Januar 2012 in Wriezen) war ein deutscher Linguist. 

## Leben
Hincha habilitierte mit einer Arbeit über quantitative Verfahren zur Klassifikation von Sprachsystemen. Er wurde 1971 auf den Lehrstuhl für Allgemeine Linguistik an die Technische Universität Berlin berufen und im September 1995 emeritiert. Hincha arbeitete in den Fachgebieten Vergleichende Sprachwissenschaft, Phonetik, Iranistik und Slawistik.

## Schriften (Auswahl)
- Beiträge zu einer Morphemlehre des Neupersischen, Hamburg, 1961, Diss. Hamburg 1960
- William John Bossenbrook: Geschichte des deutschen Geistes. Übersetzung aus dem Amerikanischen Georg Hincha. Gütersloh : S. Mohn, 1963
- Richard Nelson Frye, Georg Hincha (Hrsg.): Neue Methodologie in der Iranistik, Wiesbaden : Harrassowitz, 1974